# 黄春平 (科学家)
黄春平（1938年—），福建福州闽侯人，航天系统工程管理和弹头技术专家。神舟1号至神舟5号任务长征2F火箭系统总指挥，长征三号、长征二号E运载火箭、长征二号F运载火箭总指挥。先後參加或主持9種型號28次飛行試驗任務，為中國航天事業做出了突出貢獻。獲得過全國“五一”勞動獎章、總裝備部載人航天突出貢獻獎及兩次航天獎等，是國家有突出貢獻專家。

## 生平
1938年，黄春平出生在福建省闽侯县祥谦镇辅翼村一个农民家庭，是第七个孩子，此前6个姐姐都被他父亲溺死，父亲在他16岁去世，他还有两个妹妹一个弟弟。1953年，黄春平考入闽侯县第二高级中学。1964年，黄春平从北京工业学院（今北京理工大学）工程力学系弹头总体专业毕业并且被分配到国防部五院一分院（今中国运载火箭技术研究院）工作，前后出任技术员、工程组长、室主任、副所长、综合计划部部长、军品科研生产部部长、院长助理、副院长、科技委副主任、多个型号主任设计师、副总设计师、正副总指挥。2019年10月18日，黄春平建立的航天信息技术企业——中星航天信息技术有限公司在福州市揭牌。

## 家庭
黄春平的妻子名叫张永桂，黑龙江哈尔滨人，也是航天工作者。

## 贡献
1987年至1992年，黄春平出任国家高技术计划中的“863- 409”首席科学家，是长征三号、长征二号E运载火箭、长征二号F运载火箭总指挥。黄春平还参加了5种核弹头的研制、“两弹结合”定型、一种常规导弹研制定型以及3种运载火箭的研制工作。負責院科技委日常工作、載人航天工程運載火箭顧問、顧問組組長以及院“408”課題組組長，負責反衞星武器系統的研究工作。